# Rhinolophus morio
Rhinolophus morio — вид рукокрилих ссавців з родини підковикових.

## Таксономічна примітка
Таксон відділено від R. luctus.

## Середовище проживання
Країни проживання: Таїланд, Малайзія, Сінгапур?.